# Ur-Nungal
Ur-Nungal di Unug (... – 2620 a.C. circa) è stato il sesto lugal della prima dinastia di Uruk.
La Lista dei re sumeri lo pone dopo Gilgamesh, di cui è ritenuto figlio, e gli assegna 30 anni di regno, si crede dal 2650 alla morte. Gli sarebbe successo Udul-Kalama.